# 李扣成
李扣成（1977年11月25日—），是一名已经退役的中国足球运动员，曾经效力于上海申花。
李扣成是被安杰依从上海宝钢选入申花的几名年轻球员之一，两年后获得了一定的出场机会。他职业生涯最为人所知的事迹是在1999年主场对沈阳海狮的甲A联赛比赛中于伤停补时攻入了致胜入球。
2002年，上海申花重组时李扣成与多名球员被挂牌，李扣成本来已经被云南红塔摘牌，但是却被发现是乙肝病毒携带者，无法参加当时的体能测试而被退回。李扣成随申花预备队休整了一年后，次年体检结果依旧，仍然无法通过体能测试获得中国联赛参赛资格，最终不得不退出职业足坛。
此后，李扣成曾经投身室内足球，与以前的申花队友朱琪等同队。2005年，他曾应原申花队长范志毅的邀请，赴香港澎马流浪效力，并帮助球队进入了香港联赛三甲。不过次年，李扣成仍然被俱乐部弃用。